# Série de pièces commémoratives américaines pour le 500e anniversaire du voyage de Christophe Colomb
La série de pièces commémoratives américaines pour le 500e anniversaire du voyage de Christophe Colomb est une série commémorative non circulante émise par la Monnaie des États-Unis en 1992 et frappée par les Monnaies de Philadelphie et de Denver.
Ces pièces sont autorisées par la loi 102-281 du 13 mai 1992, qui prévoit l'émission d'une série de pièces en l'honneur de Christophe Colomb, pour célébrer le 500e anniversaire de la découverte de l'Amérique.
Aux côtés du dollar en argent, les autres pièces qui complètent la série commémorative en vertu de la même loi sont la pièce en or de cinq dollars et le demi-dollar en alliage cuivre-nickel.

## Contexte
Christophe Colomb est un explorateur italien qui dirige quatre voyages transatlantiques en 1492, 1493, 1498 et 1502 depuis l'Espagne. Lors de son voyage de 1492, qui vise à trouver une route maritime directe de l'Europe vers l'Asie, Colomb découvre par hasard les Bahamas, devenant ainsi le premier explorateur européen à atteindre les Amériques. En 1492, des millions de peuples autochtones habitent déjà en Amérique du Nord et du Sud. Pour les Européens, l'arrivée de Colomb en Amérique marque le début de l'Ère des Découvertes, où des milliers de voyages transatlantiques sponsorisés par l'Europe sont entrepris pour coloniser les Amériques et mener des échanges commerciaux.
Le 12 octobre 1892, à l'occasion du 400e anniversaire de l'arrivée de Colomb, le président américain Benjamin Harrison proclame une célébration nationale du patrimoine américain connue sous le nom de Jour de Christophe Colomb. Les réalisations de Colomb dans l'expansion du monde occidental sont depuis commémorées formellement à travers le Jour de Christophe Colomb, une fête annuelle aux États-Unis qui a lieu le 12 octobre ou, depuis 1971, le deuxième lundi d'octobre.

## Législation
La Loi publique 102-281, autorisant l'émission de la pièce en argent du 5e centenaire du voyage de Colomb en 1992 et d'autres commémorations de Colomb, est signée par le président George Herbert Walker Bush le 13 mai 1992. Cette loi ordonne la création de la Christopher Columbus Fellowship Foundation pour encourager et soutenir la recherche, l'étude et le travail visant à produire de nouvelles découvertes dans tous les domaines d'activité au bénéfice de l'humanité. La fondation doit accorder des bourses à des individus qui seraient appelés « chercheurs Colomb ». Des frais supplémentaires de 35 $ pour la pièce en or de 5 $, de 7 $ pour chaque dollar en argent et de 1 $ pour chaque demi-dollar doivent être versés au fonds.

## Dessins

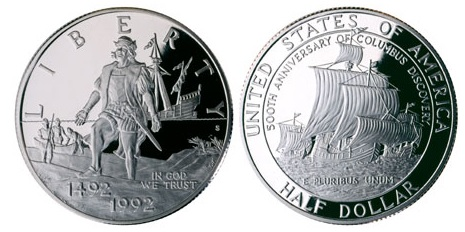
Avers (gauche) et revers (droite) du demi-dollar Christophe Colomb.

### Demi-dollar
L'avers du demi-dollar Christophe Colomb, conçu par T. James Ferrell, présente une image en pied de Christophe Colomb lors de son arrivée sur terre, les bras écartés, avec son équipage débarquant et un petit bateau derrière lui à sa droite, et un navire à l'arrière-plan à sa gauche. Le revers, également conçu par Ferrell, représente les navires de Colomb : la Niña, la Pinta et la Santa María.

### Dollar
L'avers du dollar Christophe Colomb, conçu par John Mercanti, présente une image en pied de Christophe Colomb tenant une bannière dans sa main droite, un parchemin dans sa main gauche, et se tenant à côté d'un globe sur un socle à sa gauche. Le revers, conçu par Thomas D. Rogers, présente une image de la moitié gauche de la Santa María et la moitié droite de la navette spatiale Discovery des États-Unis, accompagnées de la Terre et d'une étoile dans la partie supérieure droite de la navette.

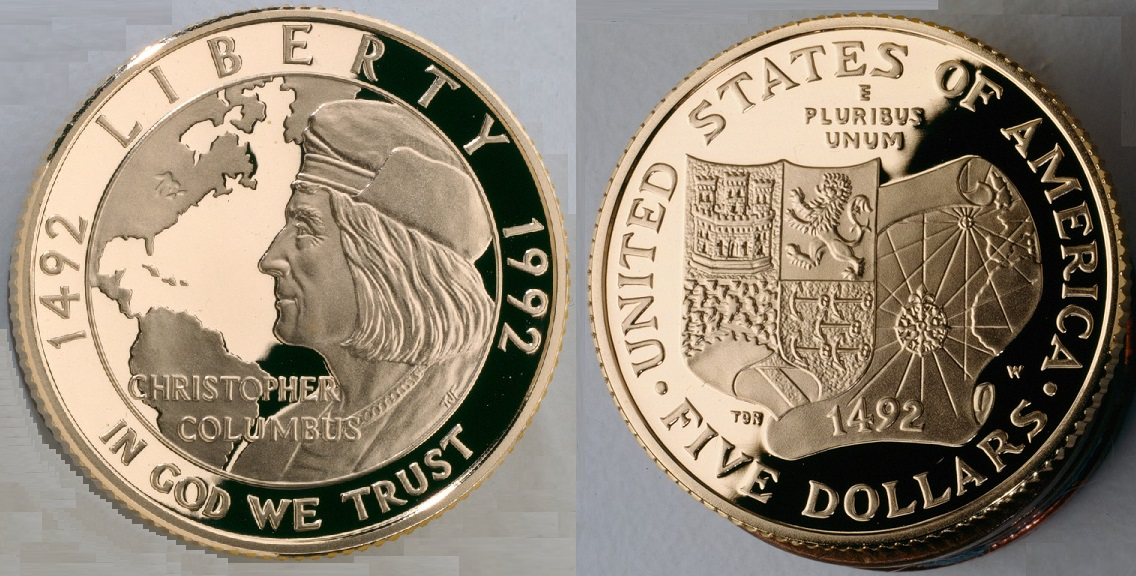
Avers (gauche) et revers (droite) du half eagle Christophe Colomb.

### Half eagle
L'avers du half eagle Christophe Colomb, conçu par T. James Ferrell, montre Colomb faisant face à une carte des Amériques. Le revers, conçu par Thomas D. Rogers, présente les armoiries de l'« Amiral des Océans », un honneur qui est décerné à Colomb, ainsi qu'une carte superposée à l'Ancien Monde avec la date 1492.

## Production et vente
La loi autorisant l'émission de ces pièces commémoratives prévoit une émission maximale de 6 millions de demi-dollars, 4 millions de dollars et 500 000 half eagles. Laes pièces sont produites à la Monnaie de Denver dans leur version brillant universel, tandis que la Monnaie de Philadelphie se charge de la frappe des pièces avec une finition belle épreuve. La série est présentée et mise à la disposition du public le 28 août 1992.
Sa production s'élève élevée à 104 059 half eagles, 492 190 dollars et 525 856 demi-dollars ce qui fait un total de 1 122 105 exemplaires.
Conformément à la loi autorisant cette émission, les bénéfices obtenus de sa commercialisation sont destinés à la Christopher Columbus Fellowship Foundation, pour encourager la recherche, l'étude et le travail dédié à la réalisation de nouvelles découvertes au bénéfice de l'humanité.